# غردة قل
غردة قل هي قرية في مقاطعة مياندوآب، إيران. يقدر عدد سكانها بـ 555 نسمة بحسب إحصاء 2016.